# جيمي وارن
جيمي وارن (بالإنجليزية: Jimmy Warren)‏ هو لاعب كرة قدم أمريكية أمريكي، ولد في 20 يوليو 1939 في فيريدي في الولايات المتحدة، وتوفي في 9 أغسطس 2006.